# Poste de péage de Moapé
Le poste de péage de Moapé (mis en service le 15 décembre 2019) est une infrastructure routière du réseau routier de Côte d'Ivoire situé sur l'axe Abidjan-Abengourou.

## Histoire
Le poste de péage de Moapé a été mis en service le 15 décembre 2019 par le préfet de l’Agnéby-Tiassa et du département d’Agboville, Ekponon Assomou André, au nom du ministre de l’équipement et de l’entretien routier, conformément au communiqué du Conseil des ministres du 27 novembre 2019, sous la présidence d’Alassane Ouattara,,,,.

## Localisation
Le poste de péage de Moapé est situé dans le Sud de la Côte d'Ivoire, à proximité d'Adzopé précisément sur l'axe Abidjan-Abengourou.

## Fonctionnement

### Exploitation
L'exploitation de ce poste de péage est gérée par le Fonds d'entretien routier. Les fonds collectés servent à entretenir régulièrement la route et à préserver les infrastructures routières, à renforcer la sécurité grâce à l'unité de sécurité routière de la gendarmerie, et à assurer une assistance aux usagers en cas de sinistre.

### Tarifs
Un communiqué du Conseil des ministres en date du 27 novembre 2019 présente les tarifs comme suit,:
| Classe   | Type de véhicule                         | Tarif (en fcfa) |
| -------- | ---------------------------------------- | --------------- |
| Classe 1 | Véhicule léger                           | 500 fcfa        |
| Classe 2 | Minicar de moins de 32 places            | 1 500 fcfa      |
| Classe 3 | Car de plus de 32 places et gros camions | 2 500 fcfa      |
| Classe 4 | Camion poids lourd                       | 3 500 fcfa      |